# Dean Tavoularis
Dean Tavoularis (ur. 18 maja 1932 w Lowell) – amerykański scenograf filmowy, wywodzący się z rodziny greckich imigrantów.
Od czasu Ojca chrzestnego (1972) stały współpracownik reżysera Francisa Forda Coppoli. Współpracował również z Michelangelo Antonionim (Zabriskie Point, 1970), Arthurem Pennem (Mały Wielki Człowiek, 1970), Wimem Wendersem (Opowieści Hammetta, 1982), Warrenem Beattym (Senator Bulworth, 1998) i Romanem Polańskim (Dziewiąte wrota, 1999).
Laureat Oscara za najlepszą scenografię do filmu Ojciec chrzestny II (1974) oraz nagrody BAFTA za film Tucker. Konstruktor marzeń (1988), obydwa w reżyserii Coppoli. Ogółem był pięciokrotnie nominowany do Oscara.
Prywatnie mąż francuskiej aktorki Aurore Clément, którą poznał na planie Czasu apokalipsy (1979).